# Sarah Newland
Sarah Newland es una deportista jamaicana que compitió en natación adaptada y atletismo adaptado. Ganó tres medallas en los Juegos Paralímpicos de Arnhem 1980.

## Palmarés internacional
| Juegos Paralímpicos | Juegos Paralímpicos   | Juegos Paralímpicos | Juegos Paralímpicos |
| Año                 | Lugar                 | Medalla             | Prueba              |
| ------------------- | --------------------- | ------------------- | ------------------- |
| 1980                | Arnhem (Países Bajos) | Medalla de oro      | 100 m braza D1      |
| 1980                | Arnhem (Países Bajos) | Medalla de plata    | 150 m estilos D1    |

| Juegos Paralímpicos | Juegos Paralímpicos   | Juegos Paralímpicos | Juegos Paralímpicos |
| Año                 | Lugar                 | Medalla             | Prueba              |
| ------------------- | --------------------- | ------------------- | ------------------- |
| 1980                | Arnhem (Países Bajos) | Medalla de oro      | 100 m D1            |